# 纳比诺
纳比诺（法語：Nabinaud，法語發音：[nabino]）是法国夏朗德省的一个市镇，属于昂古莱姆区。

## 地理
纳比诺（45°17'10"N, 0°12'14"E）面积5.88 平方千米，位于法国新阿基坦大区夏朗德省，该省份为法国西部内陆省份，北起德塞夫勒省和维埃纳省，东临上维埃纳省，东南至多尔多涅省，南至多爾多涅省，西接滨海夏朗德省。
与纳比诺接壤的市镇（或旧市镇、城区）包括：拉普拉德、皮亚克、圣塞沃兰、小贝尔萨克。

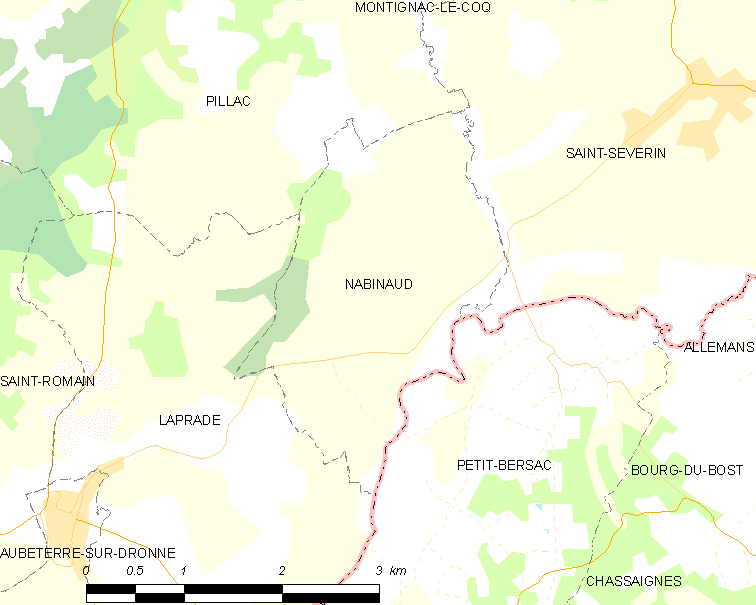
纳比诺的OSM定位图

纳比诺的时区为UTC+01:00、UTC+02:00（夏令时）。

## 行政
纳比诺的邮政编码为16390，INSEE市镇编码为16240。

## 政治
纳比诺所属的省级选区为蒂德-拉瓦莱特县。

## 人口

1962-2008年间纳比诺人口变化图示

纳比诺于2022年1月1日时的人口数量为99人。